# Damianus Theelen
Damianus Theelen CP, geboren als Johannus Josephus Theelen (Beesel, 4 april 1877 – Roese, 5 augustus 1946) was een Nederlands missiebisschop. Hij is vooral gekend om zijn werk in Noord-Bulgarije als bisschop van Nicopolis.
Theelen doorliep het Bisschoppelijk College Weert. Hij trad toe tot de orde van de Passionisten en deed op 23 oktober 1893 zijn professie in een klooster in Kortrijk. Op 23 september 1899 werd hij op 22-jarige leeftijd, bij Pauselijke uitzondering, tot priester gewijd in Mérignac en nam de naam Damianus aan. Theelen was als docent werkzaam op de seminarie in Kortrijk en Mérignac.
Op 15 augustus 1915 werd Theelen in Rome tot bisschop gewijd en werd hem de missie in Noord-Bulgarije in het vrijgestelde bisdom Nicopolis, met als zetel Roese toegewezen. Hij kreeg daarover een particuliere audiëntie met de paus. De missie had tevens een seminarie in Svisjtov, vanaf 1937 geleid door zijn secondant Stanislaus van Melis. Daar maakte hij de Tweede Wereldoorlog mee. Na de Sovjetbezetting van Bulgarije in 1944 kwam de kerk steeds meer in de verdrukking. In 1946 overleed hij in Roese nadat hem een uitreis ontzegd was. Hij zou als missiebisschop worden opgevolgd door Van Melis maar vanuit de overheid werd Bulgaarse kerkelijke leiding verplicht gesteld.
Omdat de passionisten bang waren dat hun missiegebied afgenomen zou worden, steunden ze de voordracht van Eugenius Bossilkov CP. In 1949 werden alle buitenlandse missionarissen uitgewezen en Van Melis ging naar Rome. De Bulgaarse geestelijken werden gearresteerd. In 1952 werd de missiebisschop van Nicopolis Bossilkov ter dood gebracht.
Zijn broer, pater Johannes, was redacteur van het katholieke maandblad Golgotha.